# San Antonio Cuixtla
San Antonio Cuixtla är en ort i Mexiko.   Den ligger i kommunen Santos Reyes Nopala och delstaten Oaxaca, i den sydöstra delen av landet, 400 km sydost om huvudstaden Mexico City. San Antonio Cuixtla ligger 189 meter över havet och antalet invånare är 482.
Terrängen runt San Antonio Cuixtla är kuperad.  Trakten runt San Antonio Cuixtla är nära nog obefolkad, med mindre än två invånare per kvadratkilometer. Närmaste större samhälle är Puerto Escondido, 18,1 km sydost om San Antonio Cuixtla. I omgivningarna runt San Antonio Cuixtla växer i huvudsak lövfällande lövskog.